# Pisba
Pisba là một khu tự quản thuộc tỉnh Boyacá, Colombia. Thủ phủ của khu tự quản Pisba đóng tại Pisba Khu tự quản Pisba có diện tích ki lô mét vuông. Đến thời điểm ngày 28 tháng 5 năm 2005, khu tự quản Pisba có dân số 1876 người.